# Pieve di Angera
La pieve di Angera o pieve di Santa Maria Assunta (in latino Plebis Angerae) era il nome di un'antica pieve dell'arcidiocesi di Milano e del Ducato di Milano con capoluogo Angera.
La patrona era santa Maria Assunta, a cui è ancora oggi dedicata la chiesa prepositurale di Angera.

## Storia
Secondo alcuni studi nel settore, la pieve di Angera risalirebbe nella sua parte più antica al VI secolo, mentre la prima attestazione di organizzazione plebana risale ad epoche più recenti, e cioè al "Liber Notitiae Sanctorum Mediolani" di Goffredo da Bussero, che la definiva sede di un'"Ecclesia Maior" e quindi di una capopieve, che però all'epoca viene citata come avente per patroni i santi Sisinio, Martirio ed Alessandro.
Dall'XI secolo la pieve passò come signoria diretta degli arcivescovi di Milano e tale rimase sino al 1361 quando acquisì indipendenza, erigendo già a partire dal 1398 un collegio canonicale che contava sei membri in tutto compreso il prevosto. Nel 1498 venne consacrato l'altare della nuova chiesa eretta che venne per l'appunto dedicata a santa Maria Assunta. Col Rinascimento poi, la pieve assunse anche una funzione amministrativa civile, come ripartizione locale della Provincia del Ducato di Milano.
Con il Seicento iniziò la decadenza del complesso della pieve. Le prime avvisaglie si ebbero il 27 settembre 1607 quando il cardinale Federico Borromeo in persona si premurò di separare la parrocchia di Arona dalla pieve di Angera, in quanto questi erano possedimenti personali della sua famiglia di origine. Arona venne così arcipretura e sede di un collegio di dieci canonici che di molto superava il numero dei canonici di Angera. A seguito però dei reclami avvenuti per la perdita dell'unico e secolare prestigio di Angera sulle altre città dell'area della sua pieve, fu lo stesso cardinale Borromeo che nel 1625 provvide alla fondazione di una nuova collegiata composta di sette canonici e da un prevosto, con sede sempre ad Angera.
La pieve subì radicali sconvolgimenti a causa della guerra di successione austriaca, al termine della quale il trattato di Aquisgrana (1748) comportò la cessione della sua parte occidentale transticinese al Piemonte in ringraziamento per la sua proficua alleanza con l'Austria. Ciò che rimase della pieve amministrativa fu oggetto di un esperimento riformatore di stampo illuminista da parte dell'imperatore Giuseppe II, che nel 1786 la incluse nella neocostituita provincia di Varese, ripartizione cancellata dopo soli cinque anni dal fratello Leopoldo II, imperatore ben più conservatore. La pieve fu poi soppressa nel 1797 in seguito all'invasione di Napoleone e alla conseguente introduzione di un moderno ma effimero distretto.
Per quanto riguarda la pieve ecclesiastica, l'essere divenuta attraversata dal confine di Stato tra Piemonte e Austria fece sì che si rendesse necessaria una nuova suddivisione anche per quanto riguardava la diocesi. Nel 1819, quindi, le parrocchie di Dagnente, Meina e Nebbiuno furono staccate dalla pieve di Angera e trasferite alla diocesi di Novara. D'altro canto la pieve, dal 1823, ottenne la definitiva annessione alla propria area pastorale di Sesto Calente, che da secoli era stata contesa tra l'arcidiocesi di Milano e la diocesi di Pavia.
La definitiva decadenza della pieve nel Novecento fu annunciata dal 1946 quando essa venne privata della cura d'anime delle parrocchie di Lentate, Lisanza, Mercallo e Oriano Ticino, che vennero assegnate al vicariato foraneo di Sesto Calende, sempre più prosperante. Ottenne in cambio le parrocchie di Cadrezzate, Ispra e Osmate che erano state distaccate dalla pieve di Besozzo. La pieve terminò la propria esistenza sino ai decreti stabiliti dal Sinodo Colombo nel 1972, quando copriva un'area di 76,44 km² con una popolazione di 25.285 abitanti su 16 parrocchie affidate a Piermario Valsecchi, mentre oggi ricade sotto il decanato di Sesto Calende. Nel periodo di massimo splendore tenne reggenza spirituale sulle parrocchie di Angera, Barzola, Capronno, Ispra, Cassina d'Inquassi, Mercallo, Ranco, Uppone, Sesto Calende, Coquo, Lentate, Lisanza, Oriano, Oneda, Taino e Cheglio.

## Territorio
Nella seconda metà del XVIII secolo, il territorio della pieve era così suddiviso:
| Pieve civile                                          | Pieve ecclesiastica                      |
| Comune di Angera Comune di Barzola Comune di Capronno | Parrocchia di Santa Maria Assunta        |
| Comune di Ispra con Cassina d'Inquassi                | --                                       |
| Comune di Lentate                                     | Parrocchia di San Materno                |
| Comune di Lisanza                                     | Parrocchia dei Santi Pietro e Paolo      |
| Comune di Mercallo                                    | Parrocchia di San Giovanni evangelista   |
| Comune di Oriano                                      | Parrocchia di Sant'Antonio abate         |
| Comune di Ranco con Uppone                            | Parrocchia dei Santi Martino e Lorenzo   |
| Comune di Sesto Calende                               | Parrocchia di San Bernardino*            |
| Comune di Taino Comune di Cheglio                     | Parrocchia di Santo Stefano protomartire |